# ゲパルト級ミサイル艇
| ゲパルト級ミサイル艇  | ゲパルト級ミサイル艇                    | ゲパルト級ミサイル艇                    |
| --------------------- | --------------------------------------- | --------------------------------------- |
|                       |                                         |                                         |
| ゲパルト（P6121/S71） |                                         |                                         |
| 概観                  |                                         |                                         |
| 艦種                  | ミサイル艇（Sボート）                   | ミサイル艇（Sボート）                   |
| 就役期間              | 1982年 - 2016年                         | 1982年 - 2016年                         |
| 前級                  | アルバトロス級ミサイル艇                | アルバトロス級ミサイル艇                |
| 次級                  | ブラウンシュヴァイク級コルベット        | ブラウンシュヴァイク級コルベット        |
| 要目                  |                                         |                                         |
| 排水量                | 満載：391t                              | 満載：391t                              |
| 全長                  | 57.6m                                   | 57.6m                                   |
| 全幅                  | 7.8m                                    | 7.8m                                    |
| 吃水                  | 2.6m                                    | 2.6m                                    |
| 機関                  | ディーゼルエンジン（13.2Mw）            | 4基                                     |
| 機関                  | スクリュープロペラ                      | 4軸                                     |
| 速力                  | 40ノット                                | 40ノット                                |
| 航続距離              | 7,000海里（15ノット巡航時）             | 7,000海里（15ノット巡航時）             |
| 乗員                  | 34人                                    | 34人                                    |
| 武装                  | 76mm単装速射砲                          | 1基                                     |
| 武装                  | RAM近SAM 21連装発射機                   | 1基                                     |
| 武装                  | エグゾセMM38 SSM                        | 4発                                     |
| 武装                  | 機雷敷設装置                            |                                         |
| C4ISR                 | 海軍戦術情報システム（AGIS＋リンク 11） | 海軍戦術情報システム（AGIS＋リンク 11） |
| C4ISR                 | WM-27低空警戒/射撃指揮レーダー          |                                         |
| C4ISR                 | MSP-500 光学射撃指揮                    |                                         |
| 電子戦・ 対抗手段     | FL-1800S-II ESM装置                     | FL-1800S-II ESM装置                     |
| 電子戦・ 対抗手段     | ホット・ドッグ チャフ・フレア発射機     | 2基                                     |

ゲパルト級ミサイル艇（ドイツ語: Schnellboot Gepard Klasse, 英: Gepard Class Fast Patrol Boat）または143A型高速艇（独: Klasse 143A）は、西ドイツ海軍ならびに統一ドイツ海軍（以下ドイツ海軍）のミサイル艇。公称は高速艇（Sボート）である。

## 概要
本級は基本的に、ドイツ海軍が先行して配備していたアルバトロス級ミサイル艇（143型）の改良型として開発された。主たる改良点は個艦防空能力の強化であり、魚雷発射管と後部の76mm砲を廃して、RAMの搭載と機雷搭載量の増大を行っている。
主機としては、アルバトロス級と同様に、MTUフリードリヒスハーフェン社のMTU-16V-956-TB91型ディーゼルエンジンを4基搭載している。このエンジンは、1,515rpmにおいて4,000馬力、1,575rpmにおいて4,500馬力を発揮できた。4軸推進方式で、スクリュー・プロペラは3翼、直径は1.30メートルであった。また、177馬力/135kVAのディーゼルエンジンを4基、発電機として搭載する。
本級は、AGIS戦術情報処理装置およびリンク 11による海軍戦術情報システムを備えている。1999年より、タレス・グループによって、戦術情報処理装置の強化改修が行なわれた。レーダー装備は比較的簡素で、低空警戒を兼用するWM-27/52 DU射撃指揮レーダーとSMA 3RM-20航海レーダーを搭載するのみである。
主兵装としてエグゾセMM38 艦対艦ミサイルを艇の中央部に4基搭載し、また対空・対水上の両用砲としてオート・メラーラ 76mmコンパクト砲を前甲板に1基搭載する。アルバトロス級では、艇尾側にももう1基の76ミリ砲が搭載されていたのに対し、本級ではこの代わりにRAM近接防空ミサイルの21連装発射機を搭載できるスペースを確保して就役したが、RAMシステムの開発遅延に伴って、実際への搭載開始は1993年にずれこみ、1997年までに全艇が搭載改修を受けた。

## 同型艇
| 艦番号 | 艦名                         | 就役           | 退役           |
| ------ | ---------------------------- | -------------- | -------------- |
| P6121  | ゲパルト S71 Gepard          | 1982年12月7日  | 2014年12月12日 |
| P6122  | プーマ S72 Puma              | 1983年2月24日  | 2015年12月14日 |
| P6123  | ヘルメリーン S73 Hermelin    | 1983年4月28日  | 2016年11月16日 |
| P6124  | ネルツ S74 Nerz              | 1983年7月14日  | 2012年3月31日  |
| P6125  | ツォーベル S75 Zobel         | 1983年9月29日  | 2016年11月16日 |
| P6126  | フレットヒェン S76 Frettchen | 1983年12月16日 | 2016年11月16日 |
| P6127  | ダクス S77 Dachs             | 1984年3月22日  | 2012年3月31日  |
| P6128  | オーツェロット S78 Ozelot    | 1984年5月23日  | 2014年12月18日 |
| P6129  | ヴィーゼル S79 Wiesel        | 1984年7月12日  | 2015年12月14日 |
| P6130  | ヒエーネ S80 Hyäne           | 1984年11月13日 | 2016年11月16日 |